# Ämnesråd
Ämnesråd är en studentdemokratisk sammanslutning på högskole- och universitetsnivå som kan jämföras med elevråden i grundskola och gymnasium. Som namnet antyder består rådet av studenter inom ett visst ämne (t.ex. statsvetenskap).
Inom linjer (t.ex. juristlinjen) motsvaras oftast ämnesrådet av ett linjeråd.
Ämnesråden är normalt formellt underställda studentkåren, även om de i praktiken brukar arbeta helt självständigt från denna.
Ämnesråd kan också vara en tjänsteman på regeringskansliet.